# Acacia papyrocarpa
Acacia papyrocarpa — вид квіткових рослин з родини бобових. Ареал: Австралія (Квінсленд, Південна Австралія, Західна Австралія).

## Середовище
Зазвичай росте на невисоких вапнякових підвищеннях, засолених або глинистих рівнинах, на вапняних піщаних або глинистих ґрунтах.

## Біоморфологічна характеристика
Зазвичай росте у вигляді куща або прямовисного дерева до висоти від 2 до 8 м, але може досягати 10 м у висоту. Має тріщинисту кору сірого кольору та густу розлогу до округлої крони. Має пониклі та волохаті гілочки. Філодії сірувато-зеленого кольору, прямі та плоскі, у довжину від 4 до 12 см і вшир від 1 до 2 мм. Волохаті філодії загострені з тонким вигнутим нешкідливим нежорстким вістрям, і мають багато близько паралельних нечітких жилок. Цвіте з серпня по листопад, утворюючи рудиментарні суцвіття. Квітки жовті, зібрані в кулясті китиці в діаметрі ≈ 5 мм, що містять від 20 до 25 золотистих квіток. Тонкі та плоскі стручки мають довжину ≈ 11 см і ширину від 4 до 10 мм, вузькопродовгуватої форми. Темно-коричневе насіння має широкоеліптичну або яйцеподібну форму завдовжки від 4,5 до 5 мм.